# Neil Calkin
Pour les articles homonymes, voir Calkin.
Neil James Calkin (né le 29 mars 1961 à Hartford (Connecticut)) est professeur à l'Université de Clemson dans la School of Mathematical and Statistical Sciences. Ses recherches portent sur les méthodes combinatoires et probabilistes, principalement appliquées à la théorie des nombres.
Neil Calkin est cofondateur, avec Herbert Wilf, du Electronic Journal of Combinatorics en 1994. Il a développé, avec Wilf, les concepts  d'arbre de Calkin-Wilf et de la suite de  Calkin-Wilf associée.

## Biographie
Neil Calkin est né le 29 mars 1961 à Hartford (Connecticut). Il est passé au Royaume-Uni à l'âge de 3 ans environ, et a fait des études de mathématiques au Trinity College de Cambridge avant de partir au Canada en 1984 ; il étudie alors au département de combinatoire et d'optimisation de l'Université de Waterloo où il obtient un Ph. D.  en 1988 avec  une thèse intitulée Sum-Free Sets and Measure Spaces et dirigée par Ian Peter Goulden (en)
Neil Calkin est ensuite professeur assistant invité « Zeev Nehari » de mathématiques à l'Université Carnegie Mellon (1988-1991), professeur assistant au Georgia Institute of Technology (1991-1997), puis il intègre  en 1997 le groupe d'algèbre et de mathématiques discrètes de la School of Mathematical and Statistical Sciences à l'Université de Clemson
Calkin a un nombre d'Erdős égal à 1 puisqu'ils ont éccrit un article en commun. Il est l'une des dernières personnes à avoir pu collaborer avec Erdős et a dit un jour à son sujet : « L'un de mes plus grands regrets est de ne pas l'avoir connu alors qu'il était un million de fois plus rapide que la plupart des gens. Quand je l'ai connu, il n'était que des centaines des fois plus rapide." .

## Publications (sélection)
- Neil J. Calkin et Herbert S. Wilf, « The Number of Independent Sets in a Grid Graph », SIAM Journal on Discrete Mathematics, Society for Industrial & Applied Mathematics (SIAM), vol. 11, no 1,‎ 1998, p. 54–60 (ISSN 0895-4801, DOI 10.1137/s089548019528993x, hdl 1853/31277)
- Neil Calkin et Herbert S. Wilf, « Recounting the Rationals », The American Mathematical Monthly, Informa UK Limited, vol. 107, no 4,‎ 2000, p. 360–363 (DOI 10.1080/00029890.2000.12005205, S2CID 38140675, lire en ligne)
- Neil J. Calkin, Killian Davis, Evan Haithcock et Catherine M. Kenyon, « What Newton Might Have Known: Experimental Mathematics in the Classroom », The American Mathematical Monthly, Informa UK Limited, vol. 128, no 9,‎ 21 octobre 2021, p. 845–855 (ISSN 0002-9890, DOI 10.1080/00029890.2021.1964274, S2CID 243765436)
- Neil j. Calkin, Beth Novick et Hayato Ushijima-Mwesigwa, « What Moser Could Have Asked: Counting Hamilton Cycles in Tournaments », The American Mathematical Monthly, Informa UK Limited, vol. 123, no 4,‎ 2016, p. 382 (ISSN 0002-9890, DOI 10.4169/amer.math.monthly.123.4.382, S2CID 119324841)

## Livres
- Participation au livre :

David H. Bailey, Jonathan M. Borwein, Neil J. Calkin, Roland Girgensohn, David Russell Luke et Victor H. Moll, Experimental mathematics in action, A.K. Peters, 2007, xii+ 322 (ISBN 978-1-56881-271-7, zbMATH 1127.00002)